# Dickinsonia
Genre
Dickinsonia est un genre fossile précambrien d'organismes à corps mou emblématiques de la faune de l'Édiacarien, vivant il y a environ 560 à 555 millions d'années. Connus par l'empreinte fossilisée qu'ils ont laissée sur les sédiments, ces organismes marins font partie d'espèces énigmatiques aux affinités incertaines regroupées généralement sous le nom de vendobiontes. C'est un organisme plat, ovale en forme d’œuf, globalement symétrique mais nervuré de manière alternée autour du grand axe. Sa classification systématique est controversée en raison des caractéristiques de ce genre fossile, difficilement comparables à celles des êtres vivants actuels. La plupart des interprétations le considèrent comme un animal, alors que d'autres suggèrent qu'il pourrait s'agir d'un champignon voire d'un représentant d'un règne désormais éteint.
Cependant, en 2018, des chercheurs de l’Université nationale australienne (ANU) ont publié une étude dans la revue Science dans laquelle ils expliquent avoir étudié des vestiges de molécules de différents fossiles et qu'ils ont pu identifier de cette manière une forme de cholestérol, biomarqueur signature de cellules animales,. D'autres études relatives au mode de croissance de Dickinsonia suggéraient déjà qu'il s'agissait d'un animal. Ces études font de Dickinsonia le plus vieux fossile macroscopique animal au monde et un précurseur des animaux issus de l'explosion cambrienne.
Une étude de 2018 classe les Dickinsonia non plus dans l'embranchement des Proarticulata mais dans celui des Petalonamae.

## Étymologie
Dickinsonia a été décrit pour la première fois en 1947 par Reg Sprigg, l'inventeur de la faune de l'Édiacarien en Australie, qui l'a nommé en référence à Ben Dickinson, alors directeur des mines de l'Australie-Méridionale et à la tête du ministère qui employait Reg Sprigg.

## Registre fossile
Dickinsonia est connu à partir d'empreintes de tissus mous dans les grès quartzeux des collines Ediacara et dans d'autres sites des Flinders Ranges en Australie-Méridionale, ainsi qu'en Podolie en Ukraine et dans la région de la mer Blanche et de l'Oural central en Russie. L'âge des fossiles est compris entre 560 et 555 Ma (millions d'années),.

## Description

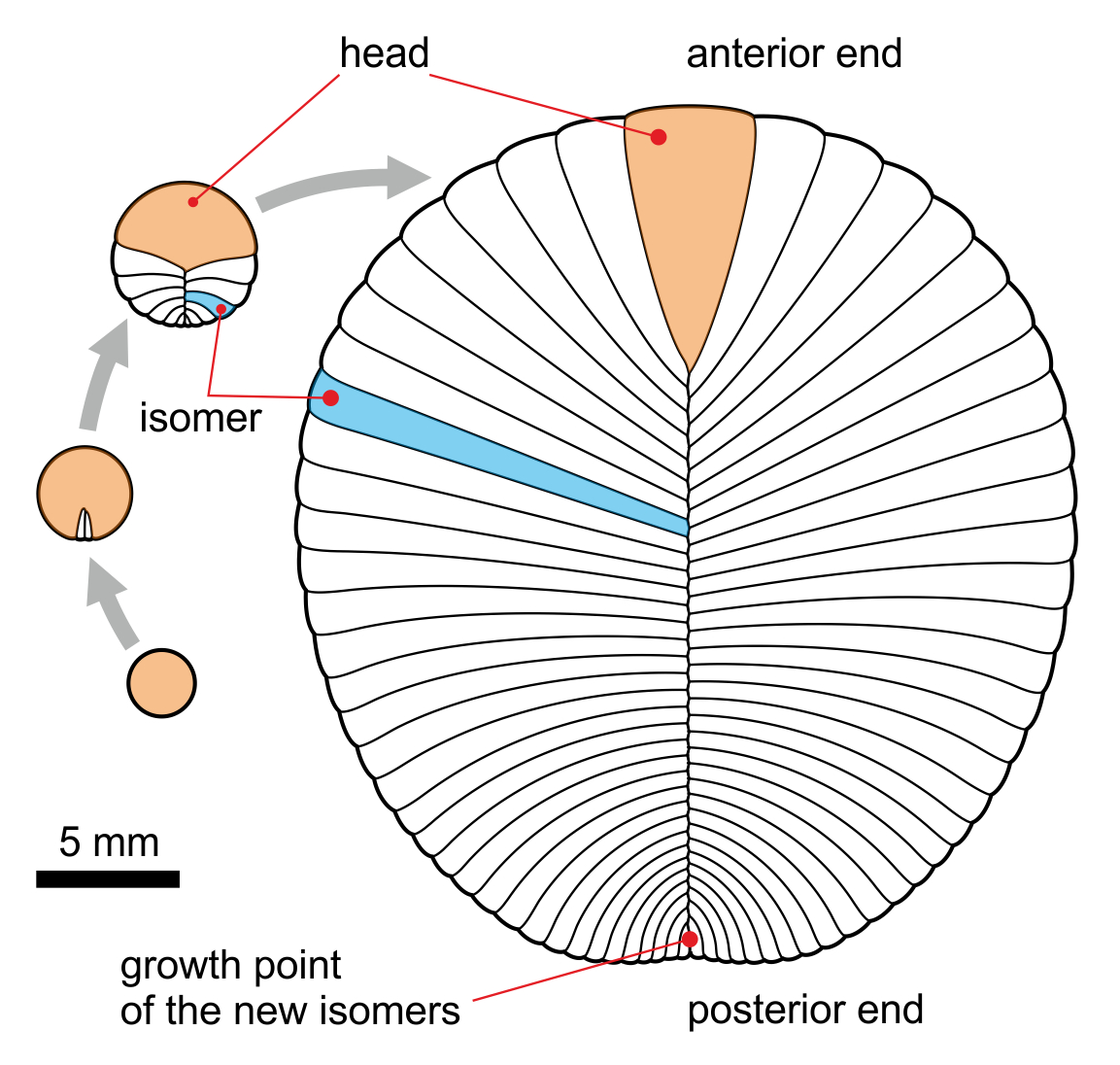
Ontogénèse de Dickinsonia costata

Les spécimens récoltés de Dickinsonia vont de quelques millimètres jusqu'à environ 1,40 mètre de longueur, et d'une fraction de millimètre à quelques millimètres d'épaisseur.
Ce sont des fossiles plats et nervurés, de forme ovale légèrement élargie à l'extrémité antérieure (contour en forme d'œuf), sans bouche ni anus. Les segments en forme de nervure se répartissent de part et d'autre d’un axe longitudinal. Ils sont inclinés radialement vers l'extrémité antérieure (la plus large) et postérieure (la plus étroite). La largeur et la longueur des segments augmentent vers l'extrémité antérieure du fossile. Les segments, appelés isomères, sont séparés par une mince nervure ou rainure le long de l'axe séparant les moitiés droite et gauche, mais celles-ci sont organisées en alternance selon une symétrie avec un décalage d'un semi-segment, selon une symétrie glissée plutôt que la symétrie bilatérale.
Certains fossiles laissent apparaitre l'anatomie interne où on distingue un canal central fermé, plus large vers l'avant, et des ramifications latérales, simples à l'arrière, plus ramifiées en partie antérieure où elles s'orientent vers l'avant, venant entourer le canal central.
La croissance de l'animal s'effectue par adjonction de nouveaux isomères à partir des deux zones subterminales situées à l'arrière son axe médian comme montré sur la figure jointe.
L'absence de système digestif, de bouche et d'anus suggère que ces animaux benthiques consommaient les films bactériens tapissant l'ensemble des fonds marins, sans doute par digestion externe le long de leur surface ventrale comme chez les placozoaires actuels.

## Liste des espèces

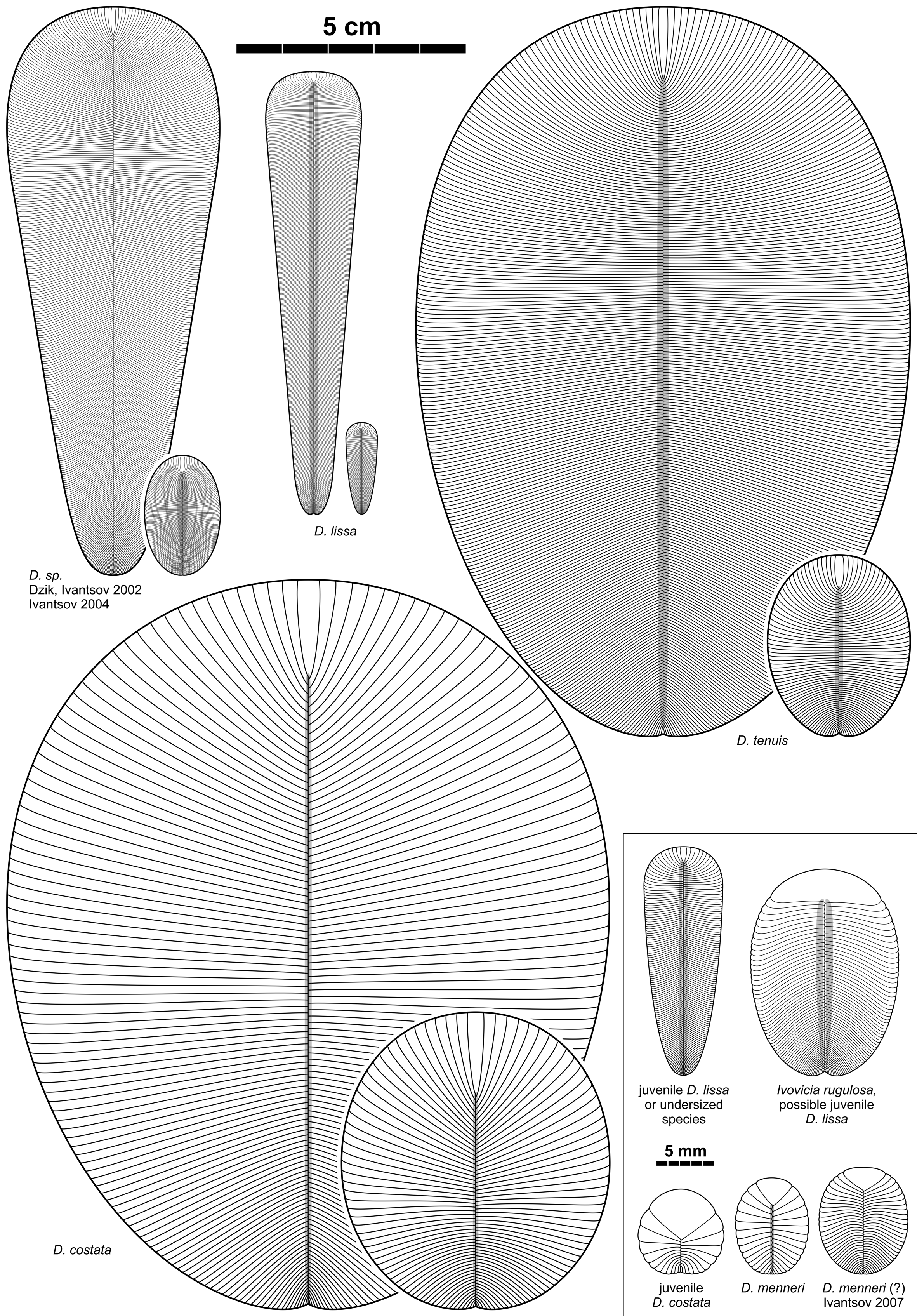
Reconstitution schématique de Dickinsonia costata, D. lissa, D. tenuis, D. menneri, D. sp. et Ivovicia rugulosa.

Depuis 1947, neuf espèces ont été décrites. Parmi celles-ci, les plus consensuelles sont :
- D. costata Sprigg, 1947 (espèce type)[6] ;
- D. lissa Wade, 1972[16] ;
- D. menneri Keller 1976 =Vendomia menneri Keller 1976[17], renommée Dickinsonia par Ivantsov, 2007[13] ;
- D. rex Jenkins, 1992[18] ;
- D. tenuis Glaessner et Wade, 1966[19].

D'autres espèces, discutées, ont été identifiées :
- D. brachina Wade, 1972[16] ;
- D. elongata Glaessner et Wade, 1966[19] ;
- D. minima Sprigg, 1949[20] ;
- D. spriggi Harrington et Moore, 1955[21].

## Émissions
- Antoine Beauchamp, « Dickinsonia : sur les traces de l’animal primitif », sur La Méthode Scientifique, 5 novembre 2018 (France Culture).